# Battaglia di Mątwy
La battaglia di Mątwy (in polacco: Bitwa pod Mątwami) fu la più importante e la più sanguinosa degli scontri combattuti nell'ambito della ribellione di Lubomirski, una rivolta contro il re polacco Giovanni II Casimiro iniziata dal magnate e atamano Jerzy Sebastian Lubomirski. Essa si svolse il 13 luglio 1666 presso il villaggio di Mątwy (attualmente parte del distretto di Inowrocław), e si concluse con la vittoria dei ribelli. Sul campo rimasero 4 000 veterani dell'esercito regio e 200 combattenti ribelli.

## La battaglia
Il 12 luglio, le prime divisioni dell'esercito del re di Polonia giunsero nei pressi del villaggio di Mątwy. Vi fu una prima schermaglia con le forze ribelli presso il fiume Noteć. Il giorno successivo, giunsero sul posto altre forze regie composte in gran parte da unità lituane. Sfruttando la nebbia presente, centinaia di cavalieri attraversarono il fiume, ma l'atamano lituano Micheł Kazimierz Pac non diede l'ordine di attaccare, preferendo attendere il resto delle divisioni della Corona.
Pac riteneva inoltre che quelle presenti sul campo non fossero tutte le truppe a disposizione dei ribelli, ma che molte altre si trovassero nascoste nei paraggi, aree di cui egli non aveva un'accurata topografia, commettendo quindi gravi errori di valutazione.
Re Giovanni II Casimiro ordinò dal canto suo che l'intera sua armata (composta da 20 000 uomini circa) attraversasse il fiume, cedendo il passo dapprima ai dragoni lituani, poi ai cavalieri pesanti, poi ai dragoni e ai cavalieri polacchi (circa 
4 000). Le altre due divisioni di cavalleria comandate da Mikolaj Hieronim Sieniawski e da Giovanni Sobieski non riuscirono a coordinarsi col comando centrale e dopo aver attraversato il Noteć si disposero genericamente in formazione di battaglia, con la cavalleria lituana sul fianco sinistro, i dragoni polacchi al centro e i cavalieri della Corona al fianco destro. Sobieski commise inoltre l'errore di piazzare la cavalleria davanti ai dragoni, motivo per cui quando la cavalleria si ritirò in tutta fretta davanti all'avanzata del nemico, questa travolse la stessa fanteria polacca.
Nel frattempo, Zarudny, che comandava la prima linea dei ribelli, riuscì a ripiegare verso una collina vicina, mantenendo a distanza gli attacchi lituani, riuscendo ad unirsi in posizione con altre formazioni alleate.
La cavalleria di Sieniawski e Sobieski, pressata da altre unità che stavano attraversando il fiume, si mischiò coi dragoni al centro. Nel contempo, la cavalleria dei ribelli caricò il nemico, seguita dalla fanteria. Questo attacco colse le armate reali completamente di sorpresa: la cavalleria del re di Polonia venne distrutta rapidamente e i realisti annunciarono la ritirata con squilli di trombe. Ritirandosi, la cavalleria investì i dragoni e la fanteria e per quanto Sobieski avesse deciso di salvare la situazione ordinando a due unità di cavalleria di attaccare, non riuscì a modificare il risultato ed anche il futuro re polacco dovette ritirarsi riuscendo a scampare per poco a morte certa.
Anche la cavalleria lituana si ritirò lasciando i dragoni al loro destino. Dopo la battaglia, i ribelli assassinarono senza pietà le migliaia di prigionieri che avevano catturato tra le file dei nemici, tra cui spiccavano i veterani dell'esercito polacco e lituano.

## Conseguenze
Il bagno di sangue ed il successivo assassinio di massa portarono alla morte di 3 873 soldati reali e di 200 ribelli. Gran parte delle vittime erano militari di lungo corso, inclusi i soldati di Stefan Czarniecki che avevano combattuto con lui in Ucraina, nella Moscovia ed in Danimarca. Czarniecki non prese parte alla battaglia in quanto morì alcuni mesi prima.
Due settimane dopo la battaglia venne firmato l'accordo di Łęgonice. L'8 agosto 1666 Giovanni II Casimiro e Lubomirski si incontrarono a Jaroszyn.

## Eserciti in campo

### Forze di Jerzy Sebastian Lubomirski (15 000soldati)
- 1200 dragoni comandati personalmente da Lubomirski
- Truppe confederate wojsko komputowe al comando di Adam Ustrzycki
- Pospolite ruszenie polacchi, comandati da Krzysztof Grzymultowski, Stanislaw Warszycki e da Achacy Pisarski

### Forze di re Giovanni II Casimiro (20 000soldati)
- 3000 dragoni al comando dell'atamano Stanisław Rewera Potocki
- Cavalleria polacca al comando di Giovanni Sobieski
- 7000–9000 fanti
- Cavalleria lituana al comando dell'atamano Michał Kazimierz Pac
- 30 pezzi d'artiglieria